# Kūh Dāzān
Kūh Dāzān (persiska: كوه دازان) är en ort i Iran.   Den ligger i provinsen Hormozgan, i den sydöstra delen av landet, 1 000 km sydost om huvudstaden Teheran. Kūh Dāzān ligger 323 meter över havet och antalet invånare är 253.
Terrängen runt Kūh Dāzān är kuperad åt nordost, men åt sydväst är den bergig.Runt Kūh Dāzān är det ganska glesbefolkat, med 50 invånare per kvadratkilometer. Närmaste större samhälle är Sarzeh Posht Band, 12,6 km sydost om Kūh Dāzān. Omgivningarna runt Kūh Dāzān är i huvudsak ett öppet busklandskap.